# 한국육종학회
한국육종학회(The Korean Society of Breeding Science, KSBS)는 사회일반의 이익에 공여하기 위해 육종에 관한 이론과 기술을 발전·보급시키고, 육종학 및 관련 산업의 발전에 기여하며 회원 상호간의 친목을 도모함을 목적으로 설립된 대한민국 농촌진흥청 소관의 사단법인이다. 사무실은 경기도 수원시 권선구 수인로 125, 농촌진흥청 국립식량과학원 내에 있다.

## 주요 사업
- 학회지, 기술정보지 및 도서의 발간
- 학술발표회, 강연회 및 토론회 개최
- 육종연구에 관한 지식보급 및 정보교환
- 학술 연구의 장려 및 시상
- 학계와 산업계의 유대강화
- 회원 상호간의 친목도모
- 기타 이 회의 목적달성을 위하여 필요한 사업